# Racionalizace (sociologie)
V sociologii je racionalizace proces, ve kterém jde o dosažení jasně vyjádřeného cíle. Vhodně použité prostředky (myšlení a úsilí) pomohou, aby byl výsledný cíl co nejefektivnější a nejekonomičtější.
Racionalizace je tak považována za ústřední aspekt modernity, který se projevuje především v západní společnosti jako například: chování kapitalistického trhu, racionální správa ve státě a byrokracie, prodloužení moderní vědy a rozšíření moderních technologií.
Mnoho sociologů, kritických teoretiků a současných filozofů argumentovalo, že neustálé šíření racionalizace má za následek tzv. odlidšťující vliv na západní společnost. Tento vliv má za následek to, že odstraňuje modernost ze základních principů osvícenství.

## Max Weber a racionalizace
Max Weber nastínil racionalizaci ve svém díle Protestantská etika a duch kapitalismu, ve kterém jsou zobrazeny záměry určitých protestantských skupin (zejména Kalvinistů) tak, aby přiblížily racionální prostředky ekonomického zisku jako způsob jednání s jejich ‚,vykoupením‘‘.
V tradičních společnostech, jako je například feudalismus, vláda spadá pod tradiční vedení (král, kmenový náčelník), moderní společnosti fungují pod racionálně-právními systémy.
Demokratické systémy se snaží řešit kvalitativní problémy, jakými je například rasová diskriminace, tak, že pomocí logického myšlení se snaží zlepšit kvantitativní prostředky (například legislativa občanských práv).
Weber popisoval případné účinky racionalizace ve svém díle Ekonomika a společnost jako vedoucí účinky k „polární noci ledové temnoty“, ve kterém rostoucí racionalizace lidského života uvězní jednotlivce do tzv.,železné klece‘‘ racionální kontroly.

## Racionalizace podle Jürgena Habermase
Jürgen Habermas tvrdí, že k pochopení racionalizace je nezbytné přesáhnout Weberovy pohledy a názory o racionalizaci. Podle Habermase je třeba rozlišovat instrumentální rozumovost, která zahrnuje vypočítavost a efektivitu (jinými slovy, omezení všech vztahů, které jsou z prostředků a závěrů), a rozumovost komunikativní, která zahrnuje rozšiřující se rámec působnosti vzájemného porozumění v komunikaci. Schopnost rozšířit toto porozumění prostřednictvím hloubavé diskuze o komunikaci a vytváření společenského a politického života, který je předmětem k tomuto rozšiřujícímu porozumění.

## Racionalizace v potravinách
Spotřeba potravin také souvisí s pojmem racionalizace. Příprava jídla v tradičních společnostech je pracnější a technicky neefektivní, zatímco příprava jídla v moderních společnostech se snaží být co nejrychlejší a nejpreciznější ve svém dodání, zejména s příchodem jednoho z fenoménů moderní doby - fast foodů (rychlých občerstveních). Fast-food restaurace usilují o co největší efektivitu od jejich vzniku.
Racionalizaci vypozorujeme také v nahrazování tradičních obchodů těmi moderními, které mohou nabídnout výhody spotřebitelům. Příkladem moderní společnosti je obchodní řetězec Wal-Mart. Přestože Wal-Mart dlouhodobě sklízí kritiku za vytlačování tradičních obchodů, jeho expanze neustále roste i přes všechna negativa, a to zejména ve vyspělejších zemích světa.
Sociolog George Ritzer začal používat pojem McDonaldizace nejen v souvislosti s restauracemi rychlého občerstvení, ale i obecně s procesem racionalizace.

## Komercializace
Kapitalismus sám o sobě je racionalizací hospodářské politiky, toho využívá právě proces komercializace za účelem zvýšení prodeje. Například většina svátků se zakládá na náboženských tradicích nebo vychází z historických událostí. Nicméně v racionalizovaných společnostech jsou tyto tradiční hodnoty čím dál více omezovány a cíl se přesouvá z kvalitativních záměrů smysluplných oslav na více kvantitativní cíle, kterými jsou postupně zvyšující se prodeje.